# 리장시
리장(여강, 중국어: 丽江, 병음: Lìjiāng)은 중화인민공화국 윈난성의 다리 나시족의 왕도이며, 현재에도 나시족 사람들의 대부분이 이곳에 거주하고 있다. 또한 나시족 이외에도 라후족, 푸미족, 바이족, 이족이 거주하고 있으며, 한족보다 소수민족의 인구가 많은 지역이다. 1996년 대지진으로 큰 피해를 입었지만, 이듬해 고성구의 리장 고성이 있는 구시가지가 세계문화유산으로 등록되어 이를 계기로 빠르게 부흥이 이루어졌으며, 지금은 거의 회복되었다.

## 역사
구석기 시대 이후, 신석기 시대나 청동기 시대, 철기 시대의 유적이 남아있어 오래전부터 인류가 살아온 것을 보여준다. 전국시대에는 진나라의 세력 하에 있었으며, 촉군이 설치되었다. 한나라 때에는 수구현이 설치되어 중원의 지배를 받게 되었지만, 당대 이후는 티베트, 남조, 대리국의 지배하에 놓였다.
1271년 명나라군이 원나라 왕조에 예속되어 있던 대리국을 정복하면서, 이 땅의 영주를 ‘리장 선위사’에 임명하였고, 이것이 ‘리장’이라는 지명의 유래가 되었다. 선위사는 중국주변의 여러 민족이 통일국가를 수립하지 않고, 그 민족 내의 유력자들이 개별적으로 중국 왕조에 조공을 바치면 그들에게 중국 왕조가 수여하는 토사로 분류되는 관직명이다. 리장에서는 나시족의 목씨가 선위사를 세습하게 되었다. 그 후 리장군 민부라고 개칭되어 청나라 때는 류관(중앙관리)이 지배하는 리장부가 되었고, 중화민국이 성립되면서 리장현이 설치되었다.
1949년 7월, 인민해방군의 진출로 리장현 인민정부가 구성되었으며, 1961년 4월에는 리장 나시족 자치현이 되었다.
2003년 6월 8일, 주변지구를 통합해 지급시로 승격해 현재에 이르고 있다.

## 지리
윈난 성 북서부의 횡단산맥 남쪽, 장강 상류 진사강의 굴곡부 부근의 골짜기에 위치한다. 거리의 주위는 언덕에 둘러싸인다. 구시가지는 평균 해발 약 2,400m의 고원에 위치하고 있다. 시의 북쪽에는 해발 5,596m의 옥룡설산이 있다.
중국 도시 중에는 따리와 같이 성벽에 둘러싸여 있는 것이 일반적이지만, 구시가의 주위에는 성벽이 없다. 전하는 말에 의하면 리장을 다스리는 왕조가 당시의 황제의 이름 ‘주’로부터 두를 취한 목(木이)라는 이름을 받아 당시의 수령 아갑아득은 목씨 성을 가지고 이곳을 다스렸다고 한다. 리장도 이민족의 위협에 직면하기도 했지만, 목씨가 통치하는 지역을 성벽에서 둘러싸면 목(木이) 곤(困이) 되는 것을 싫어해 성벽을 축조하지 않았다고 한다. 실제로는 수로가 뒤얽힌 도시구조이며 성벽의 건설이 곤란한 위치에 있다. 방어효과가 적고, 치수에서도 성벽이 불리하게 작용되는 것을 고려해 축조 되지 않았던 것이라고 추측하고 있다.
구시가지는 낡은 목조 건물이 밀집되어 언덕에서 보면 기와지붕이 마치 호수를 보는 듯한 경치가 펼쳐진다.

### 기후
| 리장시의 기후                                                 | 리장시의 기후 | 리장시의 기후 | 리장시의 기후 | 리장시의 기후 | 리장시의 기후 | 리장시의 기후 | 리장시의 기후 | 리장시의 기후 | 리장시의 기후 | 리장시의 기후 | 리장시의 기후 | 리장시의 기후 | 리장시의 기후 |
| 월                                                            | 1월           | 2월           | 3월           | 4월           | 5월           | 6월           | 7월           | 8월           | 9월           | 10월          | 11월          | 12월          | 연간          |
| ------------------------------------------------------------- | ------------- | ------------- | ------------- | ------------- | ------------- | ------------- | ------------- | ------------- | ------------- | ------------- | ------------- | ------------- | ------------- |
| 역대 최고 기온 °C (°F)                                        | 22.6 (72.7)   | 23.6 (74.5)   | 26.3 (79.3)   | 28.9 (84.0)   | 30.8 (87.4)   | 32.3 (90.1)   | 31.4 (88.5)   | 28.2 (82.8)   | 28.7 (83.7)   | 26.1 (79.0)   | 23.6 (74.5)   | 22.8 (73.0)   | 32.3 (90.1)   |
| 일평균 최고 기온 °C (°F)                                      | 14.1 (57.4)   | 15.7 (60.3)   | 18.0 (64.4)   | 20.8 (69.4)   | 23.1 (73.6)   | 24.5 (76.1)   | 23.4 (74.1)   | 23.1 (73.6)   | 21.8 (71.2)   | 20.4 (68.7)   | 17.4 (63.3)   | 14.9 (58.8)   | 19.8 (67.6)   |
| 일일 평균 기온 °C (°F)                                        | 6.7 (44.1)    | 8.7 (47.7)    | 11.2 (52.2)   | 14.2 (57.6)   | 17.0 (62.6)   | 19.1 (66.4)   | 18.4 (65.1)   | 17.8 (64.0)   | 16.3 (61.3)   | 13.7 (56.7)   | 9.8 (49.6)    | 7.0 (44.6)    | 13.3 (56.0)   |
| 일평균 최저 기온 °C (°F)                                      | 0.6 (33.1)    | 3.1 (37.6)    | 5.9 (42.6)    | 9.0 (48.2)    | 12.0 (53.6)   | 14.9 (58.8)   | 15.0 (59.0)   | 14.3 (57.7)   | 12.8 (55.0)   | 9.0 (48.2)    | 3.8 (38.8)    | 0.5 (32.9)    | 8.4 (47.1)    |
| 역대 최저 기온 °C (°F)                                        | −7.0 (19.4)   | −6.0 (21.2)   | −4.0 (24.8)   | −1.3 (29.7)   | 3.5 (38.3)    | 6.2 (43.2)    | 6.9 (44.4)    | 6.6 (43.9)    | 3.4 (38.1)    | 0.9 (33.6)    | −4.5 (23.9)   | −10.3 (13.5)  | −10.3 (13.5)  |
| 평균 강수량 mm (인치)                                         | 5.0 (0.20)    | 5.4 (0.21)    | 12.9 (0.51)   | 19.9 (0.78)   | 68.8 (2.71)   | 146.8 (5.78)  | 253.4 (9.98)  | 228.7 (9.00)  | 157.1 (6.19)  | 56.5 (2.22)   | 11.6 (0.46)   | 2.0 (0.08)    | 968.1 (38.12) |
| 평균 강수일수 (≥ 0.1 mm)                                      | 2.3           | 3.5           | 5.0           | 7.0           | 12.3          | 18.3          | 23.6          | 22.5          | 19.8          | 10.7          | 3.2           | 1.1           | 129.3         |
| 평균 강설일수                                                 | 1.8           | 0.9           | 0.4           | 0.1           | 0             | 0             | 0             | 0             | 0             | 0.1           | 0.3           | 0.3           | 3.9           |
| 평균 상대 습도 (%)                                            | 44            | 43            | 45            | 49            | 58            | 70            | 80            | 82            | 82            | 72            | 60            | 51            | 61            |
| 평균 월간 일조시간                                            | 256.7         | 233.3         | 246.0         | 235.1         | 212.8         | 159.9         | 119.6         | 134.8         | 125.5         | 192.4         | 236.3         | 259.3         | 2,411.7       |
| 가능 일조율                                                   | 78            | 73            | 66            | 61            | 51            | 39            | 29            | 34            | 34            | 55            | 74            | 80            | 56            |
| 출처: 중국기상국 (평년값: 1991년~2020년, 극값: 1971년~2010년) |               |               |               |               |               |               |               |               |               |               |               |               |               |

## 행정 구역
1개의 시할구, 2개의 현, 2개의 자치현을 관할한다.
시할구
- 구청 구(古城区)

현
- 융성 현(永胜县)
- 화핑 현(华坪县)

자치현
- 위룽 나시족 자치현(玉龙纳西族自治县)
- 닝랑 이족 자치현(宁蒗彝族自治县)

## 교통
- 리장 공항
- 버스가 운행하며 쿤밍 시까지 8시간, 다리 시까지 3시간이 걸린다.
- 2009년 9월에 대리와 리장동(麗江東)역을 잇는 대려철도가 개통하여 교통이 더욱 편리해졌다.

## 자매 도시
- 일본 다카야마시